# Différenciation cellulaire
Pour les articles homonymes, voir différenciation.
La différenciation cellulaire est un concept de biologie du développement décrivant le processus par lequel les cellules se spécialisent en un « type » cellulaire avec une structure et une composition spécifiques permettant d'accomplir une ou plusieurs fonctions particulières. La morphologie d'une cellule peut changer radicalement durant la différenciation, mais le matériel génétique reste le même, à quelques exceptions près.
Une cellule capable de se différencier en plusieurs types de cellules est appelée pluripotente. Ces cellules sont appelées cellules souches chez les animaux et cellules méristématiques chez les plantes. Une cellule capable de se différencier en tous les types cellulaires d'un organisme est dite totipotente. Chez les mammifères, seuls le zygote et les jeunes cellules embryonnaires sont totipotentes, tandis que chez les plantes, beaucoup de cellules différenciées peuvent devenir totipotentes.

## Présentation

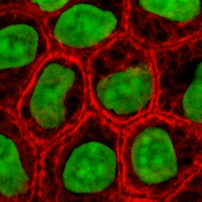
Image de cellules épithéliales (peau). Le noyau des cellules est en vert et la membrane est en rouge.

Représentation d'une cellule conique de l'œil, chargée de la vision des couleurs. On voit que sa morphologie est très différente de celle des cellules épithéliales, car les deux cellules remplissent des fonctions très différentes.

Chez la plupart des organismes pluricellulaires, toutes les cellules ne sont pas identiques. Elles présentent des différences importantes au niveau de leur morphologie et de leur fonction. Par exemple, les cellules composant la peau chez l'homme sont différentes des cellules composant les organes internes. Cependant, tous les différents types cellulaires sont dérivés d'une seule cellule-œuf fécondée et ce, grâce à la différenciation. La différenciation est un mécanisme par lequel une cellule non-spécialisée se spécialise en un des nombreux types cellulaires composant le corps comme les myocytes (cellules musculaires), les cellules hépatiques (du foie) ou encore les neurones (cellules du système nerveux). La restriction du potentiel de différenciation d'une cellule, c'est-à-dire vers quels types cellulaires elle peut évoluer, commence très tôt pendant le développement. Chez l'homme, comme chez les autres métazoaires triblastiques, les cellules de l'embryon s'organisent en trois zones, appelées feuillets embryonnaires. Chacun des trois feuillets (endoderme, mésoderme, ectoderme) ne peut se différencier que vers des organes spécifiques. Par exemple, toutes les cellules du système nerveux proviennent de l'ectoderme. Pendant la différenciation, certains gènes sont exprimés alors que d'autres sont réprimés. Le processus de la différenciation est intrinsèquement régulé grâce notamment au matériel épigénétique des cellules et notamment des facteurs de transcription spécifiques à un lignage cellulaire donné qui vont engager une cellule encore naïve dans une voie de différenciation (citons MyoD et Myf5 pour les cellules musculaires striées squelettiques). Ainsi la cellule différenciée va-t-elle exprimer une partie spécifique de son génome et développer des structures précises et acquérir certaines fonctions.
La différenciation  peut entraîner des changements dans nombre d'aspects de la physiologie de la cellule : sa taille, sa forme, sa polarité, son activité métabolique, sa sensibilité à certains signaux et son expression des gènes peuvent toutes être modifiées durant la différenciation. En cytopathologie, le niveau de différenciation cellulaire est utilisé comme mesure de la progression d'un cancer.

## La diversité des cellules: exemple chez les Mammifères
On sépare les cellules des mammifères en trois catégories : les cellules de la lignée germinale, les cellules somatiques et les cellules souches. Chacune des quelque 1014 (cent mille milliards) de cellules du corps humain a sa ou ses propres copies du génome, mise à part certaines cellules ayant perdu leur noyau lors de leur différenciation, comme c'est le cas pour les hématies. La majorité de ces cellules sont diploïdes, c'est-à-dire qu'elles ont deux copies de chaque chromosome. Ces cellules sont appelées cellules somatiques. La plupart des cellules constituant le corps humain sont dans cette catégorie.
Les cellules de la lignée germinale sont les cellules donnant à terme les gamètes — ovocytes et spermatozoïdes — et sont les seules à transmettre leur matériel génétique aux générations suivantes. Elles subissent la méiose ce qui les rend haploïdes. 
Les cellules souches, quant à elles, ont la capacité de se diviser un très grand nombre de fois et de se transformer en cellules spécialisées tout en se régénérant.

### La différenciation au cours du développement
Le développement commence lorsqu'un spermatozoïde féconde un ovule et crée une seule cellule qui peut potentiellement former un organisme entier. Dans les premiers jours qui suit la fécondation, cette cellule-œuf se divise en plusieurs cellules identiques. Chez l'homme, environ quatre jours après la fécondation et après plusieurs cycles cellulaires, ces cellules commencent à se spécialiser et forment une sphère creuse appelée blastocyste. Celui-ci possède une couche de cellules externes (les cellules périphériques ou trophectoderme) et un groupe de cellules internes, appelées cellules de la masse interne. Ce sont ces cellules qui formeront tous les tissus du corps humain. Malgré cela, elles ne peuvent plus individuellement former un organisme entier : elles sont qualifiées de pluripotentes. Ces cellules continuent ensuite à être progressivement déterminées jusqu'à donner des cellules souches qui donneront des cellules de types bien définis. Par exemple, les cellules souches du sang situées dans la moelle osseuse produisent des hématies, des leucocytes et des plaquettes.

### La différenciation au cours de la vie
La différenciation des cellules souches est un mécanisme qui permet à l'être humain de renouveler ses cellules. La partie basale de la peau est constituée de cellules souches, qui se différencient de façon asymétriques : une cellule souche donne une cellule de la peau (kératinocyte) et une cellule souche. La cellule de la peau formée migre progressivement jusqu'à la surface de la peau. Ainsi, notre épiderme se renouvelle en permanence.
De même, les intestins sont recouverts de petites protrusions, les villosités. Au fond de ses protrusions se trouve une crypte, qui abrite une cellule souche. Les cellules-filles de cette dernière migrent progressivement vers le haut des villi. Dès qu'elles sont à une certaine distance du fond de la crypte, elles ne ressentent plus l'action des protéines Wnt (qui inhibent la différenciation). Elles deviennent donc des cellules endothéliales.

### Dédifférenciation
On remarquera donc qu'au fur et à mesure que les cellules se différencient, le nombre de types cellulaires qu'elles peuvent produire diminue, d'où le nom de spécialisation. Cependant il existe, dans une certaine mesure, des phénomènes de dédifférenciation par lesquels des cellules relativement spécialisées peuvent redevenir moins spécialisées. Ce type de mécanisme reste limité dans la mesure où, au cours de la différenciation, le matériel épigénétique (notamment) est irréversiblement modifié.
Chez les animaux, ce phénomène est rare à l'état naturel, mais on peut donner l'exemple de la queue du triton : après avoir été coupée, les cellules du moignon se dédifférencient, de manière à pouvoir reformer tous les tissus de la queue.

## Les cellules végétales
Certaines cellules vont se différencier en poils absorbants (une cellule = un poil absorbant) ; d'autres cellules vont constituer les vaisseaux conducteurs de sèves, cellules du parenchyme, etc.
Ces cellules sont produites à partir des cellules méristématiques du méristème caulinaire (tige et feuille) et du méristème racinaire (racine). Les cellules méristématiques arrêtent leur prolifération et se différencient définitivement après l'induction florale et formation des tissus de la fleur.
Des cellules végétales peuvent se dédifférencier comme les cellules du péricycle qui peuvent être à l'origine des racines secondaires.

## Pathologie
Dans certaines circonstances pathologiques, les cellules peuvent changer de différenciation. Il s'agit de la métaplasie. Par exemple, sous l'influence des fumées inhalées du tabac, les cellules respiratoires ciliées de la muqueuse bronchique peuvent se transformer en cellules malpighiennes.
Par ailleurs, au cours du processus cancéreux, les cellules différenciées peuvent perdre leur différenciation et devenir anaplasique.
En  immunohistochimie, il est possible d'étudier des protéines spécifiques d'un type histologique donné, appelé « marqueur de différenciation ».